# Rivoluzione dei crisantemi
La rivoluzione dei crisantemi (in ungherese Őszirózsás forradalom) è stata una rivolta incruenta compiuta da alcune truppe fedeli al Consiglio dei soldati di Budapest, in Ungheria, i quali, la notte del 30 ottobre 1918, si insediarono in alcuni edifici pubblici, banche e nell'ufficio postale centrale e, di fronte alla passività del governo, costrinsero l'imperatore Carlo I a revocare il nuovo primo ministro János Hadik e a cedere il potere al capo del Consiglio nazionale, Mihály Károlyi.
La rivolta contro il governo imperiale, innescata dal Consiglio dei soldati e sostenuta dagli abitanti della capitale, portò al vertice del Paese il Consiglio nazionale, che però non si dimostrò capace di placare i tumulti. La rivoluzione portò all'indipendenza dell'Ungheria dall'impero austro-ungarico e alla proclamazione di una repubblica popolare, che tentò invano di mantenere l'unità territoriale del Paese e ad attuare varie riforme politiche, sociali ed economiche. Il suo fallimento cinque mesi dopo produsse un nuovo cambiamento politico, coinciso con la proclamazione di una Repubblica Sovietica.

## Contesto storico

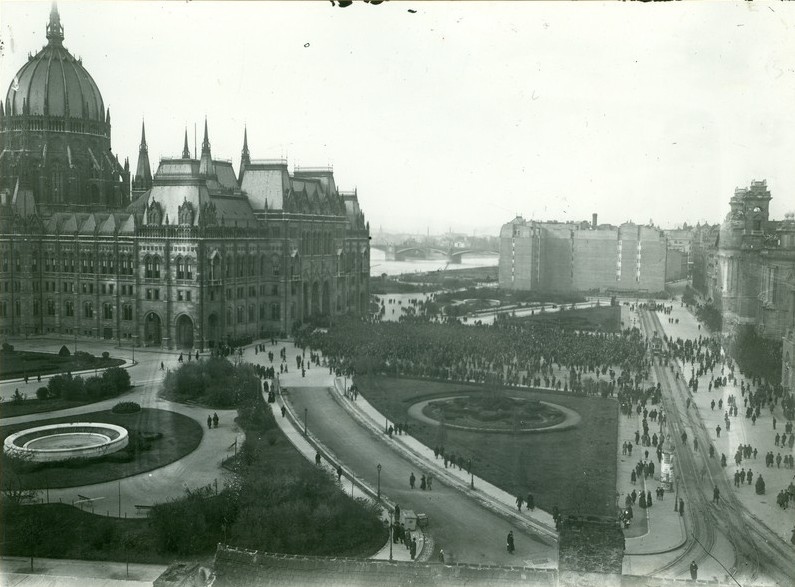
Dimostrazione a favore del Consiglio nazionale ungherese e Mihály Károlyi accanto al Parlamento ungherese, il 23 ottobre 1918

A seguito delle dimissioni rassegnate il 23 ottobre 1918 dal gabinetto di Sándor Wekerle, che si era opposto alle riforme proposte dai politici austriaci nel tentativo di salvare l'impero austro-ungarico, l'imperatore si mostrò incline a nominare un nuovo primo ministro vicino al conte Gyula Andrássy il Giovane. Karólyi, che aveva costretto István Tisza ad ammettere la sconfitta nella guerra il giorno prima e aveva minacciato di prendere il potere se non fosse stato nominato a capo del governo, fu scavalcato dal monarca. Nel frattempo, la situazione peggiorò rapidamente, con l'esercito ormai allo sbaraglio sul fronte della prima guerra mondiale e il potere reale che si spostava nelle strade della capitale magiara.

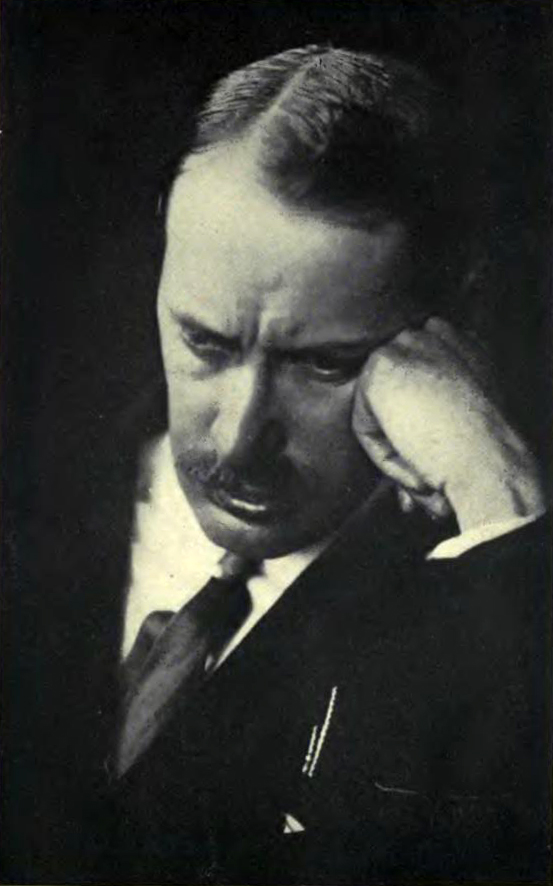
Mihály Károlyi, presidente del consiglio nazionale e rivale di Hadik per la presidenza del governo, alla fine rovesciò Hadik grazie al sostegno dei soldati e fu nominato primo ministro dall'imperatore tre giorni dopo che il sovrano aveva concesso l'incarico ad Hadik

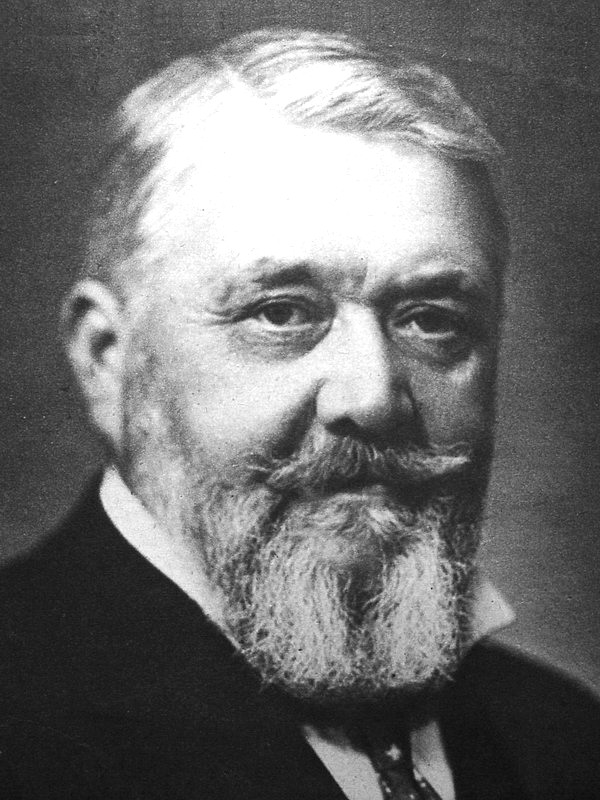
János Hadik, politico vicino a Gyula Andrássy il Giovane e candidato dell'oligarchia alla presidenza del governo. La sua nomina il 29 ottobre da parte dell'imperatore Carlo scatenò la rivoluzione che cedette il potere al consiglio nazionale

Lo stesso giorno, il 23 ottobre, gli esponenti del partito di Mihály Károlyi, del Partito Socialdemocratico e del Partito radicale, decise di formare un consiglio nazionale, che fu istituito due giorni dopo. Nel suo manifesto del 25 ottobre 1918, che aveva dodici punti come quello proclamato in occasione della rivoluzione ungherese del 1848, chiedeva l'indipendenza dell'Ungheria dall'impero, la fine dell'alleanza con la Germania, elezioni a suffragio universale segreto per tutta la popolazione (comprese le donne), la democratizzazione della politica del Paese, la liberazione dei prigionieri politici e il rispetto dei diritti civili. Il manifesto chiedeva inoltre misure per prevenire la carestia, la riforma agraria e il sequestro parziale dei capitali. Si domandava altresì l'applicazione dei principi del presidente Woodrow Wilson per le minoranze, pur difendendo l'unità delle Terre della Corona di Santo Stefano. L'abolizione della censura militare il giorno prima permise la pubblicazione del manifesto senza che potessero insorgere delle complicanze.
Fino alla nomina di un nuovo ministero, l'imperatore nominò l'arciduca Giuseppe Augusto rappresentante reale, respingendo la richiesta di Károlyi di essere nominato a tale incarico. Lo stesso giorno della proclamazione, la folla cercò di marciare verso il palazzo occupato dall'arciduca per forzare l'accettazione del programma del consiglio, ma mentre si ritirava pacificamente fu dispersa dalla polizia, che sparò sulla popolazione, causando diverse decine di vittime, un evento che fece accrescere i consensi per Károlyi.
Dopo una visita della coppia imperiale in Ungheria in cui si susseguirono soltanto cattive notizie, l'imperatore Carlo I tornò a Vienna con Károlyi, indeciso se nominare Károlyi o il candidato di Andrássy, Hadik, come primo ministro ungherese. Károlyi non voleva ancora rompere i rapporti con il monarca e intendeva farsi nominare primo ministro da quest'ultimo. Il 27 ottobre Károlyi tornò a Budapest, dove fu accolto da una grande folla che lo salutò cantando "La Marsigliese" e lo considerò il potenziale comandante di un'inevitabile rivoluzione. Respinto dall'imperatore, Károlyi e gli altri membri del consiglio decisero di pianificare la presa del potere con la forza.
Il 28 ottobre l'imperatore si rivolse al presidente americano Woodrow Wilson chiedendo una pace separata e ammettendo il diritto dei cecoslovacchi e dei jugoslavi all'autodeterminazione. La nota di Andrássy, allora ministro degli Esteri, non ricevette l'attenzione di Washington, ma accelerò la disintegrazione dello Stato: lo stesso giorno il Consiglio nazionale ceco proclamò l'indipendenza e il giorno successivo il parlamento croato dichiarò la secessione dall'Ungheria. Il consiglio slovacco approvò la sua unione con i cechi il giorno 30 del mese. In siffatto contesto, il 31 i tedeschi manifestarono l'intenzione di passare al controllo dei territori austro-tedeschi.
Mentre l'imperatore inviava la lettera a Wilson, il 28 ottobre, ebbe luogo una grande manifestazione a Budapest nel corso della quale si chiese il governo per il Consiglio nazionale, che era stato formato come gabinetto alternativo. Le unità militari, cercando di impedire l'accesso al castello di Buda, spararono sulla popolazione disarmata, uccidendo tre persone e ferendone molte altre. Quello stesso giorno, il principale avversario e paradigma della politica oligarchica magiara, István Tisza, raccomandò la nomina di Károlyi al timone dell'esecutivo, con l'illusione di evitare la rivoluzione e ottenere condizioni migliori per i vincitori della prima guerra mondiale.
La mattina del 29 ottobre, i dirigenti del Partito socialdemocratico, nonché il consiglio di cui facevano parte, inviarono degli agitatori nelle caserme della città per cercare di ottenere il sostegno delle truppe. I manifesti che andarono distribuiti in tutta la capitale avvertivano dell'arrivo di uomini inviati per sedare il movimento e si appellarono ai soldati per ottenere il loro sostegno, invitandoli a formare dei consigli e a contattare il consiglio nazionale. Reagendo in fretta, le autorità ordinarono il ritiro della 32ª brigata di fanteria, l'unità più colpita dalla propaganda del consiglio. La sera stessa, le truppe fedeli al governo assaltarono la sede del Consiglio dei soldati, costituito lo stesso giorno del Consiglio nazionale e considerato pericoloso per il morale dell'esercito, ma i capi non furono catturati, in quanto riuscirono a fuggire grazie a una soffiata.
Lo stesso 29 ottobre 1918, l'imperatore decise finalmente di nominare Hadik come primo ministro, scartando Károlyi. Ad Hadik, con la reputazione di uomo duro, fu affidato il controllo delle truppe nella capitale per ristabilire il controllo. A quel punto l'amministrazione civile e il grosso della popolazione appoggiarono il Consiglio nazionale. La polizia disertò nel corso della stessa giornata, dopo aver sparato sui manifestanti il giorno precedente. I componenti del consiglio nazionale si opposero alla rivoluzione, cercando di trovare una soluzione pacifica alla crisi.
Le truppe della capitale includevano reggimenti magiari e non magiari, principalmente serbo-bosniaci, agli ordini del duro e leale generale Géza Lukačič, il quale, tuttavia, non era sicuro di poter contare sull'obbedienza dei soldati. Il 30 ottobre, Kaŕolyi lanciò un nuovo appello alle truppe affinché disobbedissero alle autorità imperiali e sostenessero il Consiglio.

## La rivolta

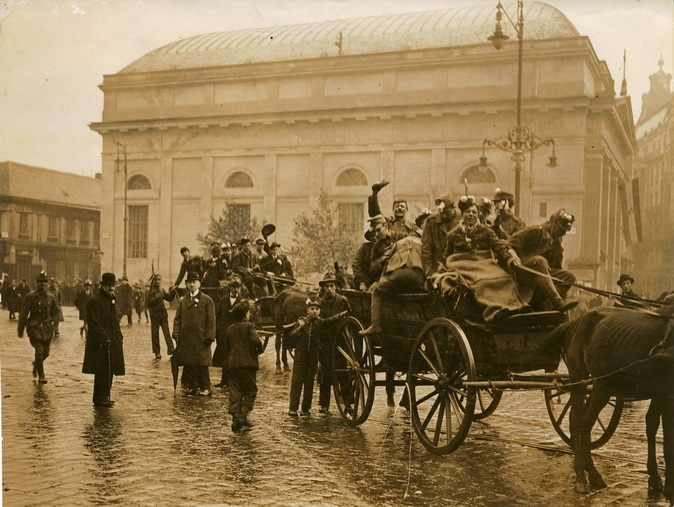
Manifestanti celebrano il trionfo della rivoluzione esponendo dei crisantemi, simbolo identificativo dell'evento

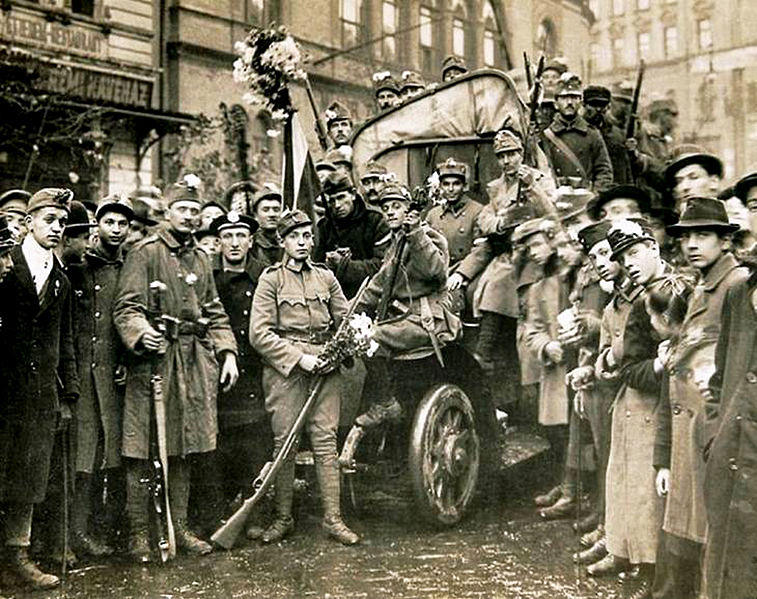
Truppe ungheresi che partecipano alla rivolta del 30 ottobre

Dopo aver appreso la notizia della nomina di Hadik, le proteste ripresero il 30, con il nuovo capo di gabinetto che non riuscì nemmeno a fare affidamento sulle truppe di stanza nella capitale. Nella notte del 30 ottobre 1918, i combattenti sotto il comando del Consiglio dei soldati, un organo indipendente dal Consiglio nazionale ma che pretendeva di agire in suo nome e che si era riunito in un nuovo quartier generale, si impadronirono di vari edifici ufficiali, banche, la centrale telefonica e l'ufficio postale. Le prime truppe ad ammutinarsi furono quelle della 32ª Brigata, le quali furono disarmate e arrestate. Il Consiglio dei soldati era indeciso se lanciare una rivolta prima che le unità simpatizzanti del movimento venissero ritirate e sostituite da colleghi bosniaci fedeli al governo, o se seguire il piano di rivolta originale. Mentre era in corso l'incontro, al di fuori dell'edificio in cui si tenne partì una manifestazione di solidarietà. All'improvviso, il Consiglio dei soldati e la folla riunita ricevettero la notizia che due compagnie della 32ª Brigata sarebbero state inviate al fronte e fu deciso sul posto di andare a liberarle. Circa 10 000 persone marciarono verso la stazione ferroviaria per liberare i soldati in attesa di essere trasferiti al fronte. La guardia della stazione disobbedì agli ordini e si unì ai manifestanti, che liberarono i soldati imprigionati. I cittadini si diressero poi verso il quartier generale militare della città, mentre i soldati strapparono i simboli imperiali e posizionarono dei crisantemi, da cui il nome alla rivolta. Dopo una lotta con le guardie, il comandante della guarnigione della capitale, il generale Várkonyi, fu catturato e portato al quartier generale del consiglio nazionale, l'hotel Astoria. Il Consiglio dei soldati chiese poi l'appoggio di un'altra delle unità presente in città, la I Brigata di Fanteria, mentre dava l'ordine di occupare gli edifici principali. Il carcere militare venne catturato dagli assedianti e diversi prigionieri, alcuni dei quali membri del consiglio dei soldati, furono liberati.
Le truppe del generale Lukačič rimasero nelle loro caserme o si unirono alle celebrazioni della rivoluzione incruenta la mattina successiva. Il generale aveva cercato di reprimere la rivolta ma si scontrò con l'ammutinamento delle sue truppe e della polizia della capitale, le quali non si schierarono al suo fianco.
La notte del 30 ottobre, il Consiglio nazionale attendeva nella sua sede all'hotel Astoria di essere arrestato in qualsiasi momento dalla polizia della capitale o dalle truppe di Lukačič, segno della sua mancanza di controllo sugli eventi.  L'esponente di vertice dei radicali Oszkár Jászi in seguito non nascose la preoccupazione degli uomini riuniti dopo aver ricevuto la notizia della rivolta, mentre il suo collega socialista Zsigmond Kunfi era convinto che sarebbero stati impiccati la mattina successiva. L'imperatore, dal canto suo, aveva tuttavia ordinato a Lukačič di evitare un bagno di sangue che, unito alla demoralizzazione delle truppe, impedisse di sedare il colpo di Stato. Il generale aveva telefonato all'imperatore alle 3 del mattino per descrivere al monarca il successo dei ribelli e la disperazione della situazione e per chiedere delucidazioni sul cosa fare. Hadik stesso conversò con lui in seguito, chiedendo il permesso di dimettersi e consigliando la nomina di Károlyi. Carlo accettò il suggerimento di Hadik e convinse l'arciduca ad avviare dei colloqui con Károlyi.
Il 31 ottobre 1918, l'arciduca, a nome dell'imperatore, che aveva dato il suo consenso per telefono, nominò Mihály Károlyi primo ministro, incaricandolo di formare un nuovo gabinetto con i partiti del consiglio nazionale. Hadik stesso lo aveva contattato per chiedergli di unirsi a lui nel trattare con l'arciduca per discutere le proprie dimissioni e la nomina di Károlyi. Károlyi aveva chiesto l'acquartieramento delle truppe fedeli all'esecutivo e di essere riconosciuto presidente del consiglio, richiesta a cui l'arciduca acconsentì. Gli operai proclamarono uno sciopero per sostenere il nuovo governo, il quale stava ancora trattando nell'ufficio del primo ministro, che riempì le strade di Budapest di manifestanti che sventolavano crisantemi, simbolo della rivolta. L'ufficio del primo ministro fu circondato dalle truppe ribelli e dagli operai nelle prime ore del mattino. Alle 8 la vittoria della rivoluzione venne confermata quando l'arciduca annunciò la nomina di Károlyi al ruolo di capo del nuovo gabinetto. Lo stesso giorno, il navigato politico István Tisza, divenuto un simbolo della guerra perduta, finì assassinato per mano di un gruppo di soldati. Si trattò una delle poche vittime della rivoluzione, ma una volta appresa tale notizia la tensione popolare diminuì.
Nel pomeriggio del 31 ottobre, Károlyi e i suoi ministri si recarono al palazzo reale per prestare giuramento davanti all'arciduca José, generando la prima crisi di governo il giorno successivo, quando divenne chiaro quanto fosse diffuso il desiderio di proclamare la repubblica.

## Conseguenze
L'esultanza abbastanza diffusa nella capitale e il sollievo nel resto del Paese per la fine della guerra e l'imminente indipendenza erano accompagnati dalla consapevolezza che la fine del vecchio regime oligarchico avrebbe portato allo smembramento del Paese.
Lo spirito rivoluzionario, abbastanza diffuso nella capitale, non raggiunse le province, tradizionalmente diffidenti nei confronti di Budapest. Benché presto molti si convinsero della necessità di convertire il Paese in una repubblica, il 1º novembre 1918, su consiglio dell'arciduca che temeva una radicalizzazione della rivoluzione, l'imperatore sciolse Károlyi e il resto del suo gabinetto dal giuramento di fedeltà per evitare delle dimissioni complete, rimandando la proclamazione della repubblica. Il giorno dopo, l'arciduca e suo figlio giurarono volontariamente fedeltà al consiglio nazionale, considerato l'organo sovrano dal giorno precedente.
Nei primi giorni di novembre, la pressione popolare continuò a farsi sentire affinché si proclamasse la repubblica senza procedere a una votazione. Il governo, che non voleva istituire la repubblica senza l'acquiescenza del re, inviò una delegazione per ottenere la sua abdicazione. Il 13 novembre 1918, Carlo accettò di rinunciare a partecipare agli affari dello Stato ungherese e a qualsiasi forma il Paese decidesse di adottare. Alla fine, il 16 novembre 1918, la Repubblica ungherese fu solennemente proclamata dinanzi al Parlamento, davanti a un'enorme folla. Le due camere del parlamento ungherese, che non si erano incontrate dallo scoppio della rivoluzione, decisero di sciogliersi. La capitale, entusiasta della proclamazione, si affrettò a giurare fedeltà alla repubblica, anche se l'entusiasmo per il nuovo Stato si rivelò di breve durata. Ben presto il governo repubblicano guidato da Károlyi dovette affrontare i problemi del dopoguerra, tra cui la smobilitazione dell'esercito e le conseguenze della sconfitta militare, che portarono al crollo della repubblica nel marzo 1919 e alla proclamazione di una Repubblica Sovietica Ungherese. Pochi mesi dopo, l'invasione degli eserciti vicini sostenuti dalla Triplice intesa pose fino alla neonata repubblica rossa, cui seguì l'instaurazione di un regime reazionario che ripristinò la monarchia sotto forma di reggenza con l'ex ammiraglio austro-ungarico Miklós Horthy posto a capo del sistema. Tale forma di governo sarebbe durata fino alla fine della seconda guerra mondiale.